# Nikolaï Choulguine
Nikolaï Zakharievitch Choulguine (Никола́й Заха́рьевич (Заха́рович) Шульги́н), né en 1855 et mort en 1937 à Palo Alto (Californie), est un juriste russe qui fut sénateur du département de cassation du sénat qui, en 1912, a mené une enquête préliminaire sur l'assassinat de Stolypine, Premier ministre tué par un révolutionnaire le 14 septembre 1911.

## Biographie
Choulguine descend d'une famille de la noblesse. Il termine le troisième lycée classique de Saint-Pétersbourg (1874) et la faculté juridique de l'université de Saint-Pétersbourg dont il sort diplômé en 1879.
Il entre alors au ministère de la Justice comme candidat à des fonctions judiciaires au tribunal de district de Saint-Pétersbourg. Il occupe les postes de procureur du tribunal de district de Perm (1890-1892), de procureur du tribunal de district de Kazan (1892-1897), de procureur adjoint de la chambre judiciaire de Kazan (1898-1905) et, enfin, d'assistant procureur en chef du département de la cassation pénale du sénat (1907-1910). En 1910, il est nommé procureur de la Cour de justice de Vilna, tout en étant membre de la consultation au sein du ministère de la Justice. 
Le 11 octobre 1911, il est nommé sénateur chargé des délibérations des conseillers privés et affecté au département de cassation du Sénat. En juin 1912, Nikolaï Zakharievitch, par commandement impérial, se voit confier l'enquête préliminaire sur l'assassinat de Stolypine. La commission Choulguine vérifie toutes les informations recueillies, interroge de nouveau les témoins, ainsi qu'un certain nombre de représentants de l'enquête politique et de fonctionnaires du service de police, mais ne trouve rien de nouveau. À la fin de l'année, Choulguine rédige un rapport qui conclut que doivent être poursuivies un certain nombre de personnalités accusées « d'inaction manifestement illégale » ; ce sont le général Kourlov, le responsable de la sécurité du palais, Spiridovitch, Mitrophane Veriguine, et Nikolaï Kouliabko, de la sécurité de Kiev ; mais, coup de théâtre, le 4 janvier 1913, l'empereur Nicolas II ordonne de clore l'affaire et de suspendre toute poursuite contre les accusés.
Après la Révolution de février 1917, Choulguine entre au gouvernement provisoire, puis il prend parti pour la Révolution d'Octobre. Le 30 septembre 1918, il devient membre de l'assemblée juridique du gouvernement ; mais pendant la guerre civile russe il part pour la Japon au début de l'année 1919 avec son gendre, l'amiral Doudorov.  Il émigre aux États-Unis en 1923 et meurt en 1937 à Palo Alto en Californie. Il est enterré au cimetière serbe de cette ville.

## Famille
De son épouse Olga Nikolaïevna Boratynskaïa (1864-?), il a quatre enfants:
- Michel (1891-1911)
- Paul (1897-?), pianiste. Il émigre aux États-Unis[3]
- Nicolas (1898-?)
- Nathalie (1889-?), épouse du contre-amiral Boris Doudorov (1882-1965).

## Décorations
- Ordre de Saint-Stanislas 2e classe (1894)
- Ordre de Sainte-Anne 2e classe (1896)
- Ordre de Saint-Vladimir 3e classe (1905)
- Ordre de Saint-Stanislas 1re classe (1908)
- Ordre de Sainte-Anne 1re classe (1911)
- Ordre de Saint-Vladimir 2e classe (1913)